# Orde van de Leider
De Orde van de Leider, "Nishan-i-Salar" of "Nishan-i-Sardari" werd in 1923 door de Afghaanse keizer Amanullah ingesteld. De orde was een beloning voor uitzonderlijke verdiensten voor de staat en de Afghaanse kroon.
De dragers voeren de titel van "Sardar-i-Ala", Hoogste Leider, of "Sardar-i-Ali" of "Hoge Leider". Aan de orde was in beide gevallen een keizerlijke gift in de vorm van een landgoed verbonden.
In 1929 werd de orde opgeheven maar Muhammad Zahir Shah heeft de orde later weer hersteld.
Het versiersel is een typisch Afghaans vormgegeven verguld zilveren kleinood. De vlakke verguld zilveren schijf is in het midden gegraveerd met het Afghaanse wapen en een spreuk op een bandelier. en op de acht ronde uitsteeksels zijn bij de Eerste Klasse acht diamanten aangebracht. De versierselen werden ook in Engeland, bij de firma Spink, gemaakt. De diamanten komen uit India en ze zijn zeer onregelmatig van vorm en slijpsel. Het zijn geen roosgeslepen diamanten of briljantslijpsel. De kwaliteit van de stenen loop sterk uiteen.
De twee beugels aan de bovenzijde van het kleinood zijn de beugels waarmee de gesp op de achterzijde is vastgemaakt.
Zoals ook bij andere Afghaanse orden zijn er door de jaren heen veel veranderingen in de uitvoering van de versierselen op te merken. Megan C. Robertson laat de orde in 1932 opgericht worden en zij toont en achtpuntige ster naar Europees model. De versierselen van de Orde van de Leider zijn onder verzamelaars zeer gezocht en zij brengen een veelvoud van de prijs van de andere Afghaanse sterren op. In 2011 moest een ster 95000 Dollar opbrengen.

Het lint was groen met een brede paarse middenstreep.